# Dolichopeza polysara
Dolichopeza polysara är en tvåvingeart som beskrevs av Alexander 1970. Dolichopeza polysara ingår i släktet Dolichopeza och familjen storharkrankar. Inga underarter finns listade i Catalogue of Life.